# Solidarność

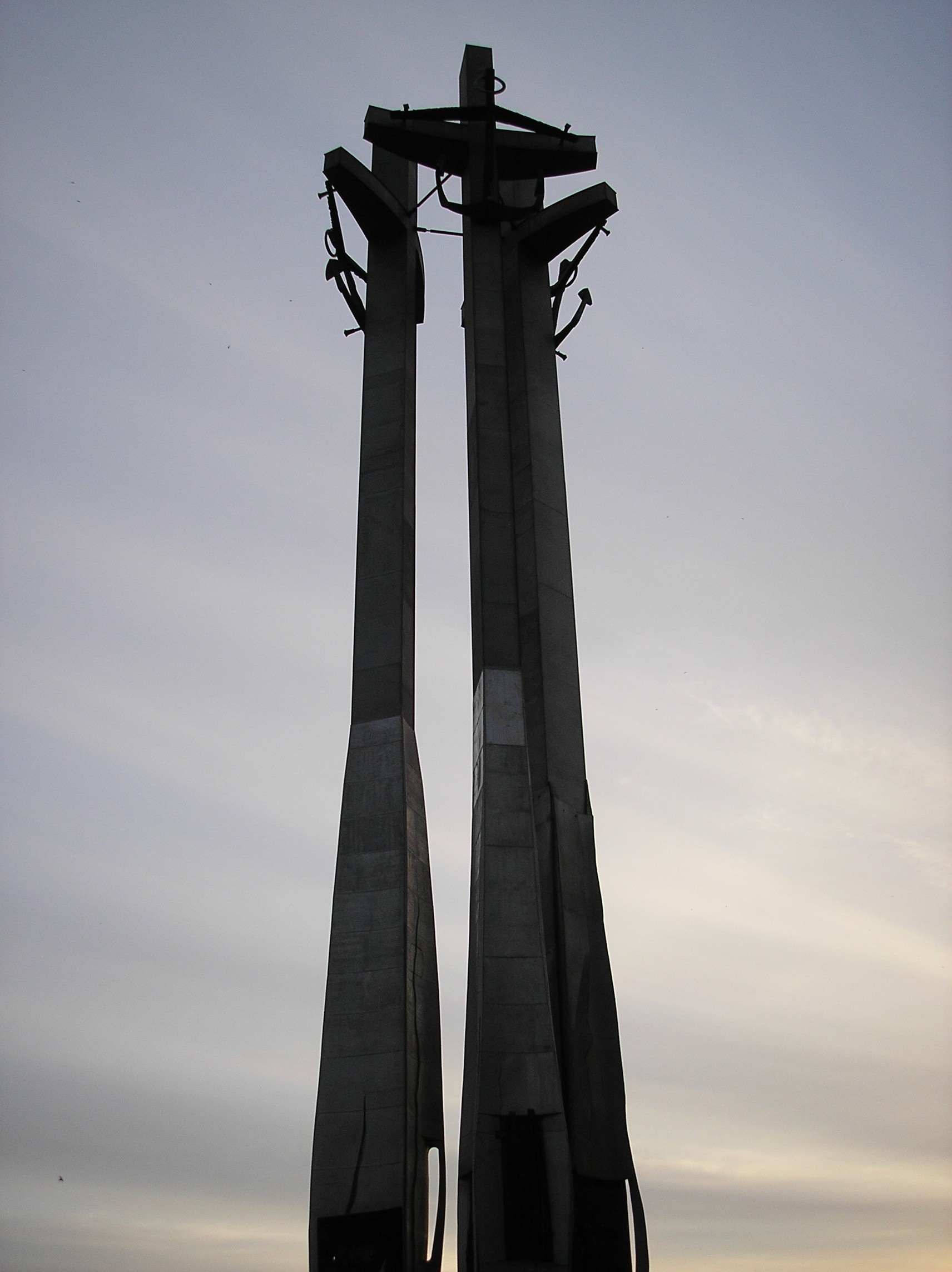
Monument als treballadors de la drassana caiguts el 1970 durant les protestes a Gdańsk

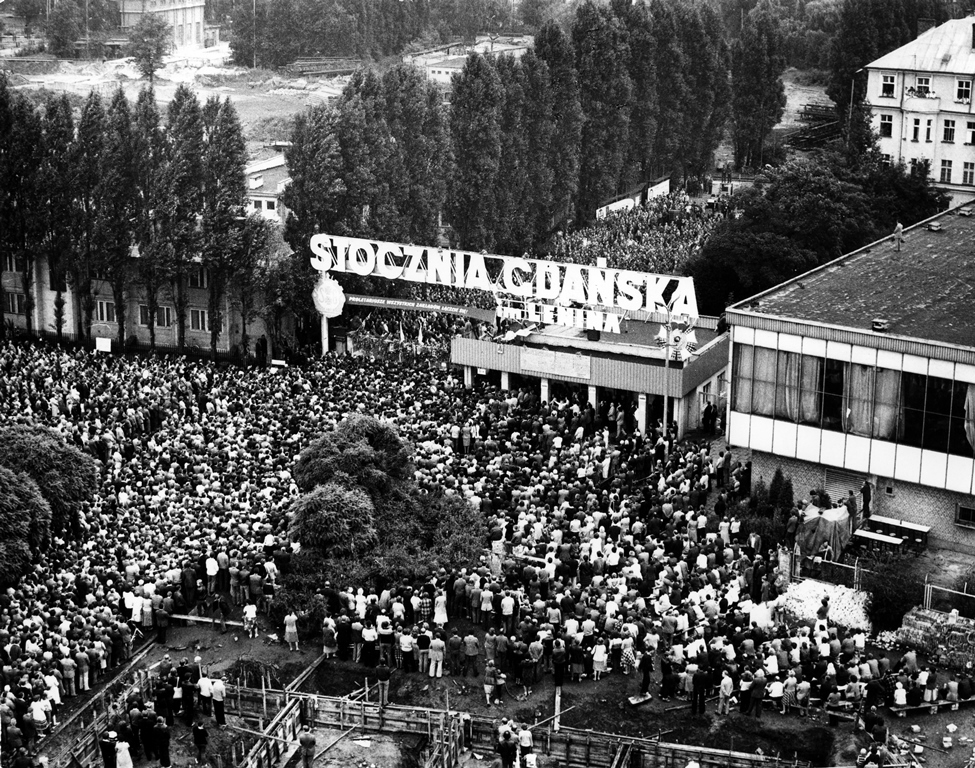

Solidaritat (en polonès Solidarność  [sɔlʲiˈdarnɔɕtɕ] (?·pàg.)) és el nom amb què també es coneix el Sindicat Professional Lliure Autogestionari Solidaritat (Niezależny Samorządny Związek Zawodowy "Solidarność"  [ɲezaˈlɛʐnɨ samɔˈʐɔndnɨ ˈzvjɔ̃zɛk zavɔˈdɔvɨ sɔlʲiˈdarnɔɕtɕ (?·pàg.)), una federació sindical polonesa d'arrels cristianes fundada a les drassanes de Gdańsk el setembre de 1980. Posteriorment, va ser el primer sindicat independent d'un país del Pacte de Varsòvia reconegut per l'estat. El nombre d'afiliats del sindicat va arribar a 10 milions el setembre de 1981, representant un terç de la població en edat de treballar del país. El líder del sindicat Lech Wałęsa, va rebre el Premi Nobel de la Pau el 1983 i el sindicat és àmpliament reconegut per haver tingut un paper central en la fi del domini comunista a Polònia.
A la dècada de 1980 va representar un ampli moviment social anti-autoritari, que utilitzava mètodes de resistència civil per avançar en les causes dels drets dels treballadors i del canvi social. Els intents del govern a principis dels anys vuitanta de destruir la unió mitjançant la imposició de la llei marcial a Polònia i l'ús de la repressió política van fracassar. Operant clandestinament, amb un important suport financer del Vaticà i els Estats Units, la unió va sobreviure i a finals dels anys vuitanta havia entrat en negociacions amb el govern.
Les converses de la taula rodona de 1989 entre el govern i l'oposició liderada per aquest sindicat van produir un acord per a les eleccions legislatives de 1989, les primeres eleccions pluralistes del país des de 1947. A finals d'agost, es va formar un govern de coalició liderat per Solidaritat i el desembre de 1990, Wałęsa va ser elegit president de Polònia.
Després de la transició de Polònia cap al capitalisme liberal als anys noranta i l'extensa privatització dels actius de l'estat, el nombre de membres del sindicat va disminuir significativament; el 2010, 30 anys després de la seva fundació, el sindicat havia perdut més del 90% dels seus membres originals.

## Història

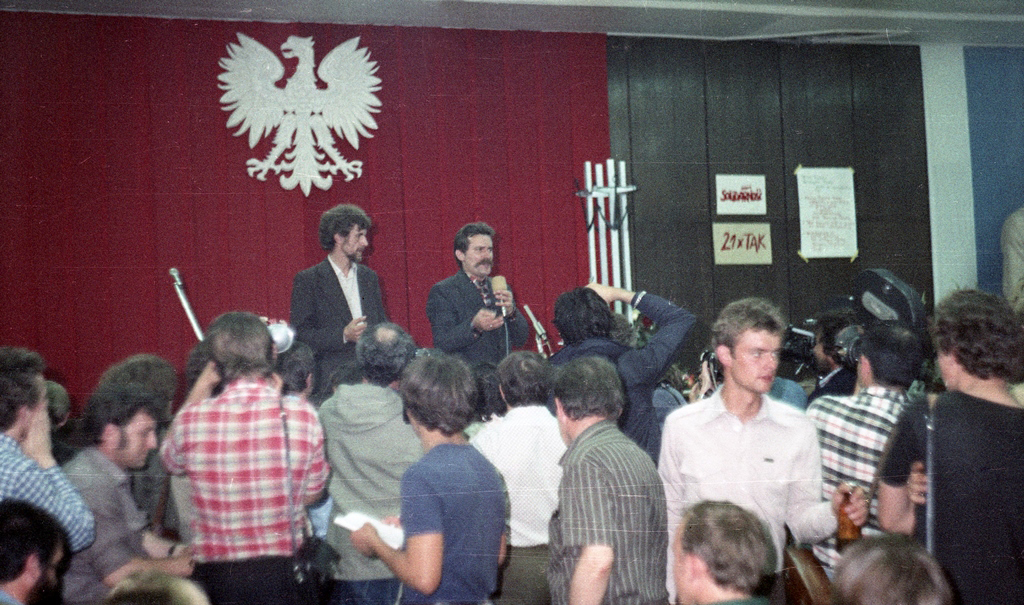
Comitè de vaga a la drassana Lenin, agost de 1980. A l'escenari hi ha Bogdan Lis (esquerra) i Lech Wałęsa (dreta).

A la dècada de 1970 el govern de Polònia va augmentar els preus dels aliments mentre els salaris estaven estancats. Aquesta i altres tensions van provocar protestes el 1976 i una repressió posterior del govern contra la dissidència. El KOR, el ROPCIO i altres grups van començar a formar xarxes clandestines per controlar i oposar-se al comportament del govern. Els sindicats van formar una part important d'aquesta xarxa. El 1979, l'economia polonesa es va reduir per primera vegada des de World War II, un dos per cent. El deute exterior va arribar als 18.000 milions de dòlars el 1980.
Anna Walentynowicz va ser acomiadada de la drassana de Gdańsk el 7 d'agost de 1980, cinc mesos abans que s'havia de jubilar, per participar en el sindicat il·legal. Aquesta decisió de gestió va enfurir els treballadors de la drassana, que el 14 d'agost van fer una vaga defensant Walentynowicz i demanant-ne el retorn. Ella i Alina Pienkowska van transformar una vaga inicialment per demanar pa i mantega en una vaga en solidaritat amb les vagues d'altres establiments.
El sindicat Solidarność va sorgir el 31 d'agost de 1980 a la drassana de Gdańsk quan el govern comunista de Polònia va signar l'acord que permetia la seva existència. El 17 de setembre de 1980, més de vint comitès fundadors entre fàbriques de sindicats independents es van fusionar al congrés en una organització nacional, NSZZ Solidarity. Es va registrar oficialment el 10 de novembre de 1980.
Lech Wałęsa i altres van formar un ampli moviment social antisoviètic que anava des de persones vinculades amb l'Església catòlica fins a membres de l'esquerra antiestalinista. El nacionalisme polonès, juntament amb el liberalisme pro-americà, van tenir un paper important en el desenvolupament del sindicat als anys vuitanta. El sindicat va defensar la no violència en les activitats dels seus membres. El setembre de 1981, en el seu primer congrés nacional es va escollir Wałęsa com a president i es va adoptar un programa republicà, demanant esdevenir una "República autònoma". El govern va intentar destruir el sindicat amb la llei marcial de 1981 i diversos anys de repressió, però al final va haver de començar-hi a negociar.
Les converses de la taula rodona entre el govern i l'oposició liderada pel sindicat van donar lloc a eleccions semilliures el 1989. A finals d'agost es va formar un govern de coalició liderat per Solidaritat, i al desembre Tadeusz Mazowiecki va ser elegit primer ministre. Des de 1989, el sindicat s'ha convertit en un sindicat més tradicional i ha tingut relativament poc impacte en l'escena política de Polònia a principis dels anys noranta. Un braç polític fundat l'any 1996 com a Acció Electoral Solidària (AWS) va guanyar les eleccions parlamentàries de 1997, però va perdre les següents eleccions de 2001.

## Suport dels EUA

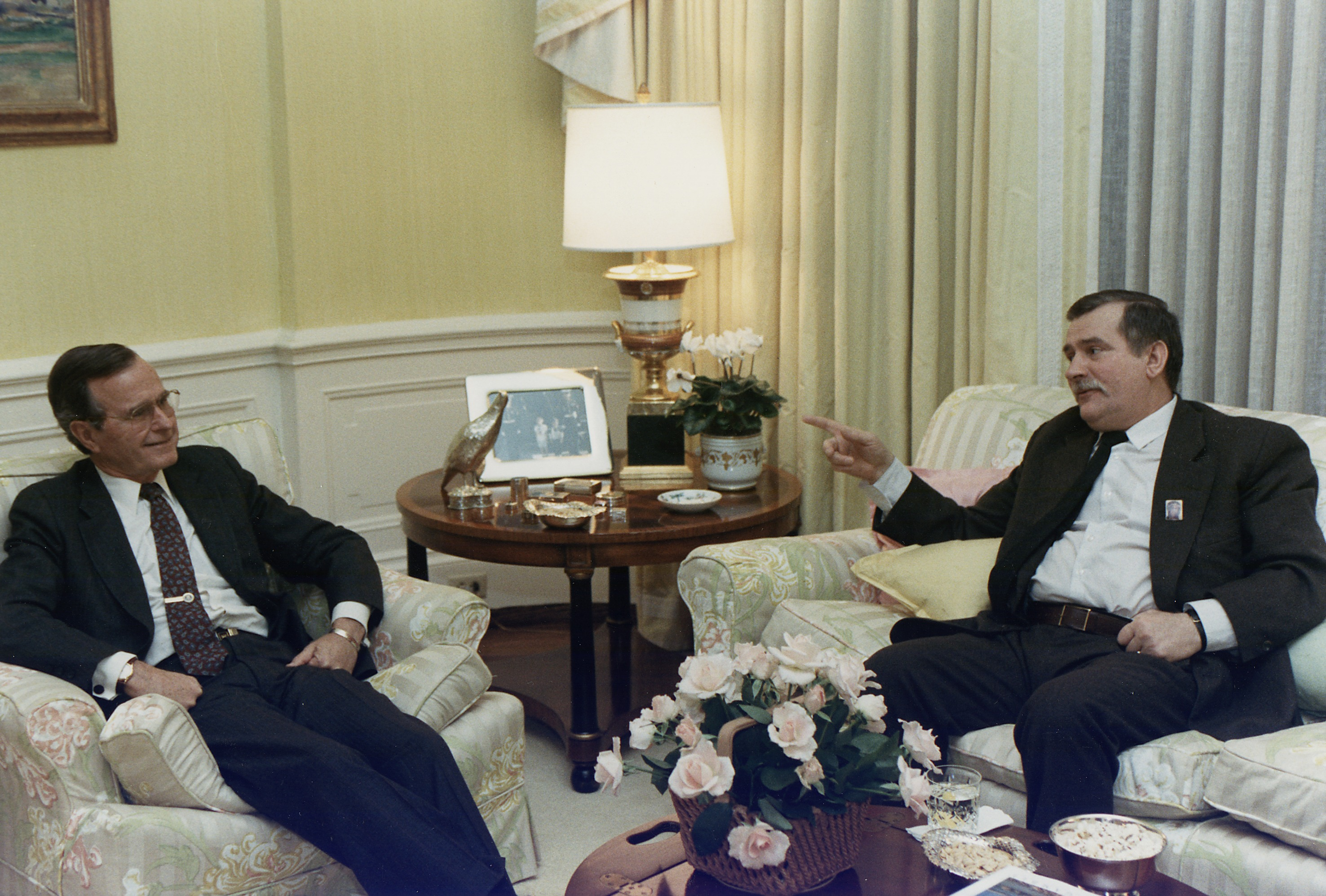
Reunió entre Wałęsa i el president dels Estats Units George Bush, 1989

L'any anterior a la llei marcial, les polítiques de l'Administració Reagan van donar suport al moviment del sindicat, fent una campanya de relacions públiques per dissuadir el que l'administració Carter havia vist com "un moviment imminent de grans forces militars soviètiques a Polònia". Michael Reisman, de la Facultat de Dret de Yale, va dir que les operacions a Polònia havien estat una de les accions encobertes de canvi de règim de la CIA durant la Guerra Freda. El coronel Ryszard Kukliński, un oficial superior de l'Estat Major polonès, estava enviant informes en secret a l'oficial de la CIA David Forden. L'Agència Central d'Intel·ligència (CIA) va transferir uns 2 milions de dòlars anuals en efectiu al sindicat, el que van significar 10 milions de dòlars en cinc anys. No hi havia vincles directes entre la CIA i Solidarność, i tots els diners es van canalitzar a través de tercers. Als oficials de la CIA se'ls va prohibir reunir-se amb els líders del sindicat, i els contactes de la CIA amb els activistes de Solidarność eren més febles que els de l'AFL–CIO, que va recaptar 300.000 dòlars dels seus membres, que es van utilitzar per proporcionar material i diners en efectiu. El Congrés dels Estats Units va autoritzar la National Endowment for Democracy a promoure la democràcia, i la NED va destinar 10 dòlars milions al sindicat.
El govern polonès va promulgar la llei marcial el desembre de 1981, però, Solidaritat no va ser alertada. El context d'aquesta situació varia, ja que mentre alguns creuen que la CIA va ser agafada desprevinguda,altres suggereixen que els responsables polítics nord-americans consideraven que era millor una repressió interna que una "inevitable intervenció soviètica". El suport de la CIA al sindicat va incloure diners, equipament i formació, que va ser coordinat per Operacions Especials. Henry Hyde, membre del comitè d'intel·ligència de la Casa dels Estats Units, va afirmar que els EUA van proporcionar "subministraments i assistència tècnica en termes de diaris clandestins, difusió, propaganda, diners, ajuda organitzativa i assessorament".

## Relacions amb l'Església Catòlica

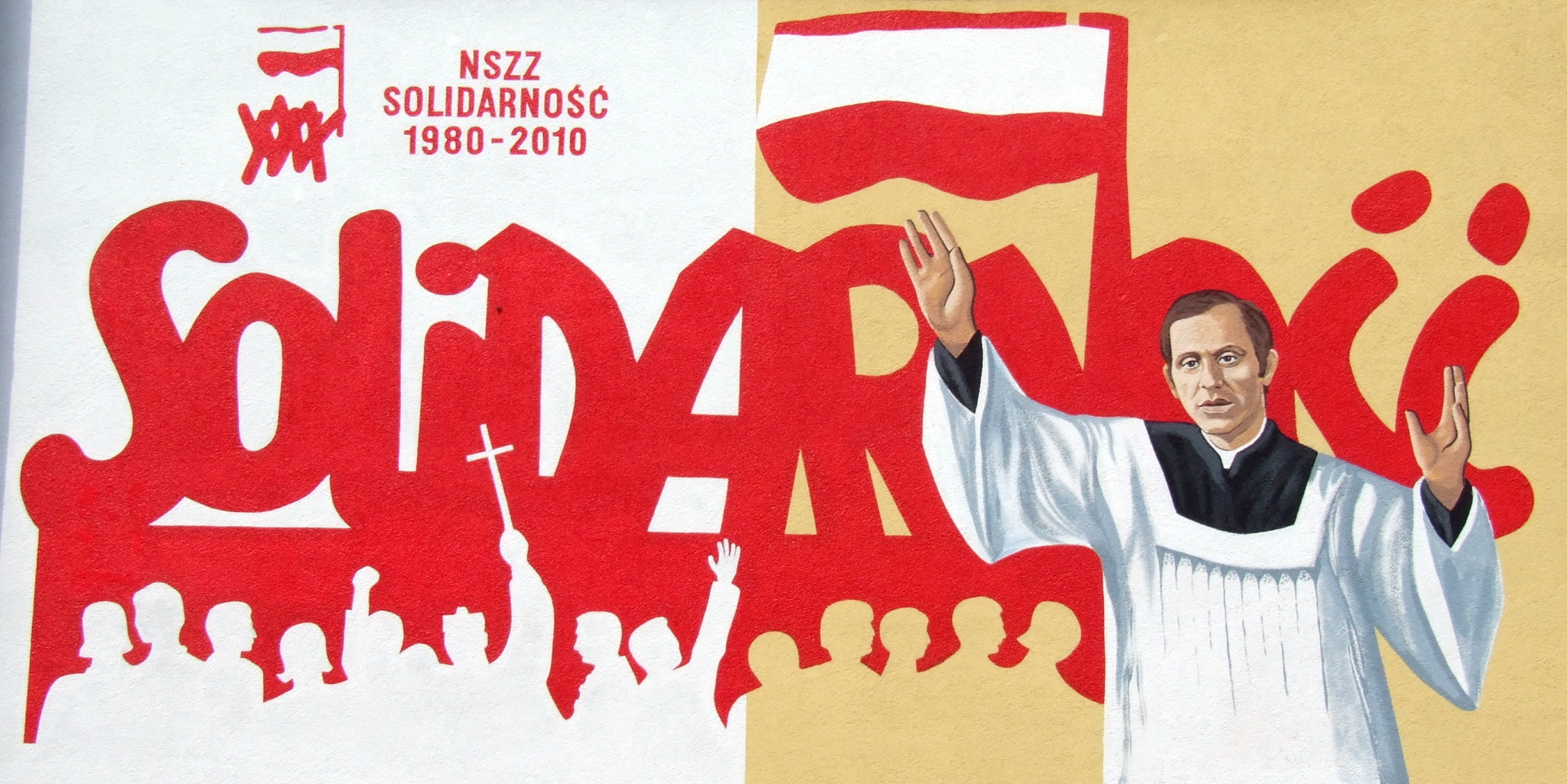
Mural del 30è aniversari que representa el sacerdot assassinat Jerzy Popiełuszko que va donar suport públicament a Solidaritat durant la dècada de 1980

El 2017, el sindicat va donar suport a una proposta per implementar lleis blaves per prohibir les compres els diumenges, una mesura abonada pels bisbes polonesos. El 2018 va entrar en vigor una nova llei polonesa que prohibeix gairebé tot el comerç els diumenges, el que ha suposat el tancament de grans supermercats i la majoria dels altres minoristes per primera vegada des que es van introduir lleis liberals de compres als anys noranta. El partit Llei i Justícia va aprovar la legislació amb el suport del primer ministre Mateusz Morawiecki.
Lech Wałęsa ha afirmat que el Papa Joan Pau II, i més concretament, la seva visita de 1979 a Polònia, va ser un factor important en la creació del sindicat. Com que Joan Pau II era natural de Polònia, era una figura amb la qual els ciutadans de Polònia es podien identificar personalment, però que estava fora de l'abast del règim comunista. Per les seves accions respecte a Polònia i el sindicat durant el seu pontificat, molts líders mundials, inclòs el mateix Wałęsa, l'han nomenat una de les principals causes de la caiguda no només del règim polonès, sinó del comunisme en conjunt a Europa.

## Fonaments filosòfics
Tot i que les obres de Leszek Kołakowski van ser oficialment prohibides a Polònia i va viure fora del país des de finals dels anys seixanta, les seves idees filosòfiques van exercir, no obstant això, una influència en el moviment. Les còpies clandestines dels seus llibres i assaigs van donar forma a les opinions de l'oposició intel·lectual polonesa. El seu assaig de 1971 Tesis sobre l'esperança i la desesperança, que suggeria que els grups socials autoorganitzats podrien expandir gradualment les esferes de la societat civil en un estat totalitari, va ajudar a inspirar els moviments dissidents dels anys setanta que van portar a la creació del sindicat i va proporcionar una base filosòfica al moviment.
Segons Kołakowski, una revolució proletària no s'ha produït mai enlloc, ja que la Revolució d'Octubre a Rússia no va tenir res a veure amb el marxisme al seu parer perquè es va aconseguir sota el lema "Pau, terra i pa". Per a Kołakowski, Solidaritat era "potser el més proper a una revolució de la classe obrera" que Karl Marx havia pronosticat a mitjans del 1800, que implicava "el moviment revolucionari d'obrers industrials (molt recolzat per la intel·lectualitat) contra els explotadors, és a dir, l'Estat. I aquest exemple solitari de revolució de la classe obrera (si es pot comptar fins i tot això) va ser dirigit contra un estat socialista, i es va dur a terme sota el signe de la creu, amb la benedicció del Papa."

## Influència

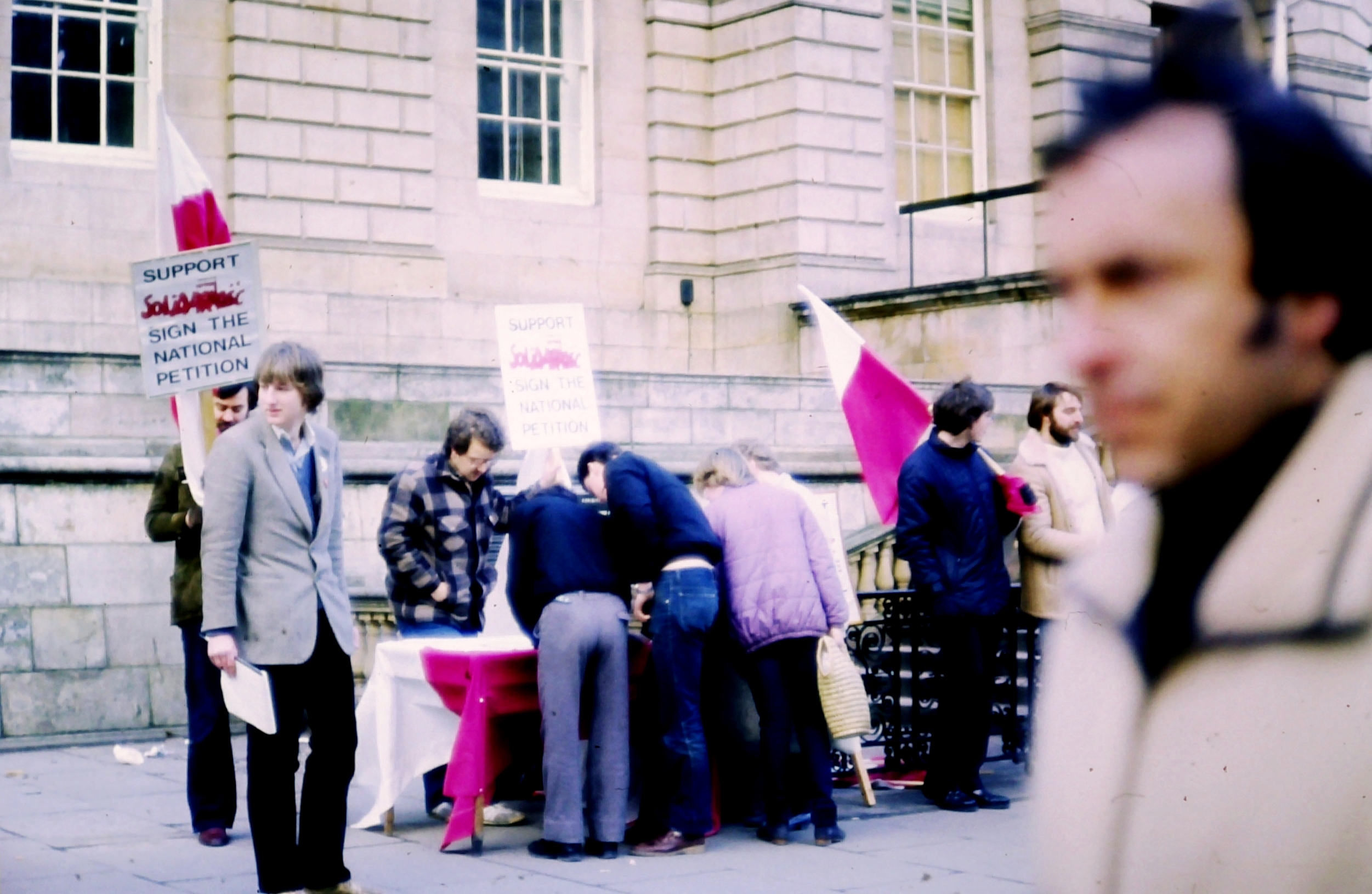
Estudiants d'Escòcia recullen signatures per a una petició de suport a Solidaritat el 1981

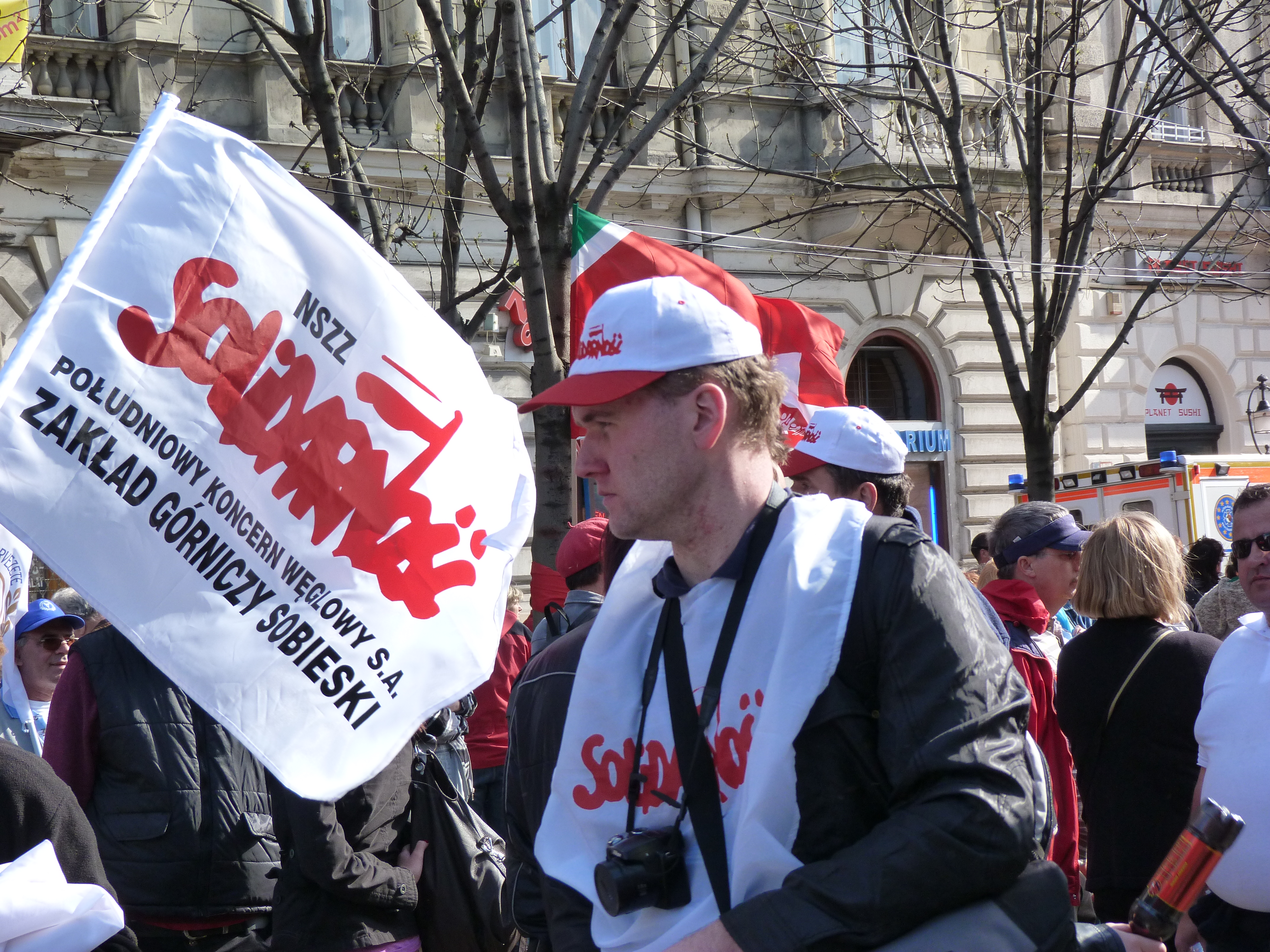
Manifestació de la CES—Budapest el 2011

La supervivència del sindicat va ser un esdeveniment sense precedents no només a Polònia, un estat satèl·lit de l'URSS governat a la pràctica per un estat comunista unipartidista, sinó en tot el bloc oriental. Va significar una ruptura en la posició dura del Partit Comunista Polonès dels Treballadors Units, que havia acabat sagnantment una protesta de 1970 amb foc de metralladora (matant més de trenta persones i ferint-ne més de 1.000), i el govern comunista soviètic més ampli, que havia sufocat tant l'aixecament hongarès de 1956 com la primavera de Praga de 1968 amb invasions liderades pels soviètics.
La influència del sindicat va provocar la intensificació i la difusió dels ideals i moviments anticomunistes pels països del Bloc de l'Est, debilitant els seus governs comunistes. Com a resultat de l'acord de la taula rodona entre el govern polonès i l'oposició liderada per Solidaritat, es van celebrar eleccions a Polònia el 4 de juny de 1989, en les quals l'oposició va poder presentar candidats contra el partit comunista, les primeres eleccions lliures de qualsevol soviètic. Es va crear una nova cambra alta (el Senat) al parlament polonès amb 100 escons. Solidaritat va guanyar 99 dels 100 escons del Senat i els 161 escons contestables al Sejm, una victòria que també va desencadenar una reacció en cadena als estats satèl·lit de la Unió Soviètica, que va conduir a revolucions anticomunistes gairebé totalment pacífiques a l'Europa central i oriental, com les Revolucions de 1989 (Jesień Ludów o Wiosna Obywatelów), que van acabar amb l'enderrocament de cada règim imposat per Moscou i, finalment, amb la dissolució de la Unió Soviètica a principis dels anys noranta.
Tenint en compte el suport del sindicat de molts governs occidentals, les relacions amb els sindicats dels països capitalistes podrien ser complicades. Per exemple, durant la vaga dels miners del Regne Unit de 1984-85, Wałęsa va dir que "Els miners haurien de lluitar, però amb sentit comú, no amb destrucció" i va dir de Margaret Thatcher que "amb una dona tan sàvia i valenta, Gran Bretanya trobarà una solució a la vaga". No obstant això, David Jastrzębski, president de Solidaritat de l'Alta Silèsia, va expressar el seu suport als miners en vaga: "Ni les càrregues policials muntades del govern britànic ni els seus cops de porra, com tampoc els tancs de la junta polonesa o el foc de rifles, poden trencar la nostra voluntat comuna de lluitar per un futur millor per a la classe treballadora". Això malgrat que Arthur Scargill, president de la Unió Nacional Britànica de Treballadors Miners, havia estat molt crític amb Solidaritat, condemnant-la com una "organització antisocialista que desitja l'enderrocament d'un estat socialista". L'any 2005 es va crear el sindicat Solidarity - The Union for British Workers en honor al sindicat original polonès pel Partit Nacional Britànic d'extrema dreta.
A finals de la dècada de 1980, Solidaritat havia intentat establir connexions amb la resistència interna a l'apartheid a Sud-àfrica. Tanmateix, segons Wałęsa, els intents de desenvolupar vincles entre les dues forces es van veure obstaculitzats per la seva distància geogràfica, la manca de cobertura mediàtica dels esdeveniments fora de les fronteres de Polònia i especialment a Sud-àfrica. Com a resultat, es va produir relativament poc compromís entre els dos grups.
A finals de 2008, diversos grups d'oposició democràtica a la Federació Russa van formar un moviment de Solidaritat.
Als Estats Units, l'American Solidarity Party (anteriorment el Christian Democratic Party USA), un partit polític demòcrata cristià, atribueix el seu homònim a Solidaritat.
En un assaig de 2011 "The Jacobin Spirit" a la revista nord-americana Jacobin, el filòsof Slavoj Žižek va qualificar de Solidarność com un dels "espais lliures allunyats del poder de l'estat" que utilitzava la "violència defensiva" per protegir-se del control estatal. La noció de «violència defensiva» va en la línia de les idees postulades per Alain Badiou.